# LUX 045
LUX 045 fue un evento de artes marciales mixtas producido por LUX Fight League, que se llevó a cabo el 16 de agosto de 2024 en el Showcenter Complex de Monterrey, Nuevo León, México.

## Antecedentes
El evento estelar contó con una pelea por el Campeonato de Peso Mosca de LUX entre el campeón Jorge Calvo y Alexandre Bravo.
La pelea coestelar contó con un combate de peso gallo entre el invicto Emilio Saavedra y Uriel Cossio.

## Resultados
1. ↑  Por el Campeonato de Peso Mosca de LUX